# Белвил ет Шатијон сир Бар
Белвил ет Шатијон сир Бар (фр. Belleville-et-Châtillon-sur-Bar) насеље је и општина у североисточној Француској у региону Шампањ-Арден, у департману Ардени која припада префектури Вузје.
По подацима из 2011. године у општини је живело 312 становника, а густина насељености је износила 14,71 становника/km². Општина се простире на површини од 21,21 km². Налази се на средњој надморској висини од 236 метара.

## Демографија
| 1962. | 1968. | 1975. | 1982. | 1990. | 1999. | 2011. |
| ----- | ----- | ----- | ----- | ----- | ----- | ----- |
| 328   | 328   | 389   | 325   | 340   | 327   | 312   |

График промене броја становника у току последњих година